# Власина
Власина је река у југоисточној Србији. Извор је испод бране Власинског језера. Најважније притоке су: Лужница, Тегошница и Пуста река. Остале притоке су Градска река и Бистрица. Дужина Власине је око 70 km после којих се она као десна притока улива у Јужну Мораву, 10 km низводно од Власотинца. Због свог планинског окружења, а и због мањка индустријских загађивача Власина се рачуна у једну од најчистијих река Србије. На пролеће, услед отапања снега у планинском пределу, који окружује корито реке Власине, долази чешће до повећаног водостаја. У кишним периодима током целе године догађа се исто, да се Власина на неким местима излије. У Власотинцу је корито реке санирано и насипом ограничено након поплаве 1988. године. Ту је исто изграђено и мало акумулационо језеро за потребе напајања градског водовода.
Због повећане ерозије које Власина и њене притоке доносе планинском крају, планиране су даље санационе мере у смислу изградње акумулације код Свођа. Крајем јесени 2005. године због великих киша срушио мост на Власини код Свођа, где се Лужница улива у Власину. Тако је једини пут у власинском кориту, који повезује Власинско језеро са Свођем и Власотинцем, био прекинут.

## Биолошки квалитет
Река Власина се класификује у три дела:
- горњи ток (од изворишта до Састав Река)
- средњи ток (од Састав Река до Власотинца)
- доњи ток (од Власотинца до ушћа у Мораву)

Квалитет воде Власине је од извора до ушћа између класа воде II и III. А од извора до водозахвата фабрике за питку воду у Бољаре између класа I и II. Погоршању квалитета воде доприноси уливање хемијских и отпадних вода из Власотинца, као и градска депонија која се налази на обали Власине. Речних ракова нема.
У горњем току од риба има поточна пастрмка (salmo trutto m fario) и кркуша (gobio gobio).
Средњи и доњи ток имају клена (leuciscus cephalus), мрену (barbus barbus), скобаља(chondrostoma nasus), док се у искључиво доњем току може наћи чиков (misgurnus fossilis).

## Загађење
Вода Власине није загађена тешким металима. Све нађене вредности су у дозвољеним границама по Правилнику о исправности воде за пиће. Власина поседује природну радиоактивност. Отпадне воде које се у Власину испуштају садрже масне материје, уље, фосфат, детерџент, сапун итд.
Већина анализа има колибактерије. На површини воде Власине се чешће може видети пена и масноћа, а највећа опасност јој прети од фекалних и комуналних отпадних вода.
Даља опасност претила је Власини од развоја туризма на Власинском језеру и планираног уливања отпадних вода у Власину. Протести грађана и Еко покрета „Власина“ допринели су измени Просторног плана, тако да је Власина у том смислу сад заштићена.
Многи становници насеља у округу Власине не обраћају пажњу на еколошку исправност околине, тако да се на јесен 2005. у Црној Трави излила нафта у Власину. Због тога су грађани Власотинца, који се снабдевају питком водом искључиво из Власине, морали да пију воду која је путем цистерни довожена из других делова Јабланичког округа. Непажња и неосетљивост, претежно становника сеоских насеља у околини власинског водотока, доводи до тога, да се вода Власине бактериолошки загади и то толико, да републичке инспекције током лета повремено забрањују грађанима пливање у Власини. А лето на Власини је традиционална рекреација свих грађана у окружењу.

## Плански простор Власина
У ширем смислу Власина не подразумева само реку него и околину, као Власинско језеро и висораван на 1260m надморске висине.
На Власини, надомак Црне Траве, у окружењу планина Чемерник, Грамада, Варденика и Миљевским планинама, има око 150 регистрованих извора на надморској висини од 800 m до 1500 m. Већина Власинаца, познати по печалбарству у белом свету, подигла је бројне чесме, које се по њима зову. На Власинском блату, изнад Власинског језера, изграђена је крајем деведесетих фабрика минералне воде „Власинска роса“. Ту фабрику је 2005. године купила компанија Кока Кола.

## Галерија
- Река Власина
- Река Власина
- Власина 4 km од Власинског језера
- Власина 4 km од Власинског језера
- Власина у Власотинцу
- Брана на Власини у Власотинцу
- Милутинова чесма
- Власина код Црне Траве